# Злата Идка
Злата Идка (слч. Zlatá Idka) насељено је мјесто са административним статусом сеоске општине (слч. obec) у округу Кошице-околина, у Кошичком крају, Словачка Република.

## Становништво
| Година:    | 1994. | 2004.   | 2014.    | 2024.   |
| ---------- | ----- | ------- | -------- | ------- |
| Број људи: | 358   | 345     | 399      | 432     |
| Разлика:   |       | -3,63 % | +15,65 % | +8,27 % |

| Година:    | 2023. | 2024.   |
| ---------- | ----- | ------- |
| Број људи: | 412   | 432     |
| Разлика:   |       | +4,85 % |

Према подацима о броју становника из 2011. године насеље је имало 390 становника.